# Lockport (pueblo)
Lockport es un pueblo ubicado en el condado de  Niágara en el estado estadounidense de Nueva York. En el año 2000 tenía una población de 19,653 habitantes y una densidad poblacional de 170 personas por km².

## Geografía
Lockport se encuentra ubicado en las coordenadas 43°9′2″N 78°40′37″O / 43.15056, -78.67694.

## Demografía
Según la Oficina del Censo en 2000 los ingresos medios por hogar en la localidad eran de $45,977, y los ingresos medios por familia eran $55,414. Los hombres tenían unos ingresos medios de $41,166 frente a los $25,810 para las mujeres. La renta per cápita para la localidad era de $22,194. Alrededor del 7.7% de la población estaban por debajo del umbral de pobreza.